# 二字熟語による往来表現の一覧
二字熟語による往来表現の一覧（にじじゅくごによるおうらいひょうげんのいちらん）では、漢字圏における往来表現について解説する。

## 概要
日本語において、二つの漢字を組み合わせた一種の往来表現の用例は多様である。例えば、「日本に来ること」を意味する「来日」という語に倣い、「大阪に来ること」を「来阪（らいはん）」、「アメリカに渡航すること」を「渡米（とべい）」などと表現する。これは、「適魯」（魯に適（ゆ）く）、「升堂」（堂に升（のぼ）る）、「入虎穴」（虎穴に入る）、「遷洛陽」（洛陽に遷（うつ）る）などのように、動詞＋場所（目的地）という漢語の語構成を準用した熟語である。略語の一種とみなすこともできるが、場所を表した漢字の部分は一種の軸字（概念を象徴する文字）となっており、「来日本」、「来大阪」などとは言わない。軸字は「仙」（仙台）のように先頭の字を用いるもの、「阪」（大阪）のように語末の字を用いるもの、および「洛」（京都）、「寧」（奈良）のように歴史的な名称を用いる場合などがある。「福」の字のように、福島、福井、福岡など複数の地名に対して使われるものもあるが、これらは地理的にある程度の距離があることから実際上の支障はきたさないことが多いものとみられる。
さらに漢文法の規則に則って接頭辞を付加し「初来日」（初めての来日）、「再来日」（再度の来日）などと意味を補足することも行われる。また漢語は単語並列の自由度が高いので、仮名書きされる付属語を省略して「来日公演」（来日して公演すること）、「来阪外国人」（来阪した外国人）、「日本人渡米客」（渡米する日本人の旅行客）などのように、一つの文に相当する漢字句を形成することもある。
このような表現は、動詞の部分を変えることによって「駐日」（日本に駐在すること）、「在日」（日本に居在すること）、「帰阪（きはん）」（大阪に帰郷すること）のような語を連想的に派生することが可能であり、便利がよいので文字数が制限される新聞の見出しや手紙文などで頻用される。一方でこれらの表現のうち、辞書に収録されているものはむしろ少数であり、その地方ごとにのみ通じる一種の方言のようなものであると指摘されることもある。
これらは文章上の表記法であるため、読み方がはっきりしないことも少なくないが、特に混乱がない場合は、音読みをすることが一応の目安となる。また、栃木の「栃」の字の例に至っては、国字であるがゆえに音読みが存在しないが、「励（勵）」（れい）、「蛎（蠣）」（れい）、あるいは「櫔」（れい）などの字から類推して「来栃」（らいれい）、「帰栃」（きれい）という語が、読みとともに創作されることもある。
同様の表現は、中国や台湾、さらに韓国などの日本以外の漢字圏でも観察される。

## 日本の都道府県の事例
ジェイ・キャストの2014年の調査によると、「来」＋「都道府県を表す1文字」で構成される語は以下のように分類されるという。
1. 先頭の字を用いるもの
青森、岩手、秋田、福島、栃木、群馬、富山、福井、長野、岐阜、静岡、京都、鳥取、岡山、広島、香川、徳島、高知、福岡、佐賀、熊本、鹿児島、沖縄
使用頻度には差があり、熊本の「来熊」、静岡の「来静」などは用例が多いが、群馬の「来群」は稀である。
秋田の「来秋」は、「来年の秋季」という意味にも解釈できるため、避けられる傾向がある。
2. 語末の字を用いるもの
山形（来形）、千葉（来葉）、大阪（来阪）、長崎（来崎）、大分（来分）
北海道（来道）もこれに分類される
3. 特殊なケース
新潟（来越） - 越後国に由来
奈良（来寧） - 雅称である「寧楽」に由来
4. 該当する語がないもの
宮城、茨城、埼玉、東京、神奈川、山梨、石川、滋賀、和歌山、兵庫、三重、島根、山口、愛媛、宮崎
兵庫 → 「来神（神戸市）」、愛知→ 「来名〔名古屋市）」、山梨 → 「来甲（甲斐国もしくは甲府市）」、三重 → 「来勢（伊勢国もしくは伊勢市）」のように準用されうる語が存在するものもある。

## 一覧
以下、各種メディアなどで用例がみられる往来表現を列挙する。なお以下の表現は、特にことわりのない限り、日本の立場からみたものである。

### 「来」を用いた表現
目的地に来ることを意味する。
| 表現 | 読み                     | 目的地                    | 例文                             | 用例                 | 出典                                              | 備考 |
| ---- | ------------------------ | ------------------------- | -------------------------------- | -------------------- | ------------------------------------------------- | --- |
| 来日 | らいにち                 | 日本                      | -                                | -                    | [日2][広6][泉2][林2]                              | 「来朝」とも。 |
| 来道 | らいどう                 | 北海道                    | -                                | [ 1 ]                | [日2]                                             | - |
| 来札 | らいさつ                 | 札幌                      | -                                | [ 2 ]                | [ * 3 ] [ * 5 ] [ * 9 ] [ * 10 ]                  | 「来札」は一般的に「こちらへ届いた書状。よそから来た手紙。」の意。[日2]                                                                                         |
| 来旭 | らいきょく               | 旭川                      | -                                | [ 3 ]                | [ * 10 ]                                          | - |
| 来函 | らいかん                 | 函館                      | -                                | [ 4 ]                | [ * 10 ]                                          | - |
| 来釧 | らいせん                 | 釧路                      | -                                | [ 5 ]                | [ * 10 ]                                          | - |
| 来蘭 | らいらん                 | 室蘭                      | -                                | [ 1 ]                | [ * 10 ]                                          | - |
| 来青 | らいせい                 | 青森                      | -                                | [ 6 ]                | [ * 4 ] [ * 5 ] [ * 9 ]                           | - |
| 来秋 | らいしゅう               | 秋田                      | -                                | [ 7 ]                | [ * 4 ] [ * 5 ] [ * 9 ]                           | 「来秋」は「来年の秋季」とも解釈される。 |
| 来岩 | [ 読み疑問点 ]           | 岩手                      | -                                |                      | [ * 4 ]                                           | - |
| 来盛 | らいせい                 | 盛岡                      | -                                | [ 8 ]                | [ * 5 ] [ * 9 ]                                   | - |
| 来仙 | らいせん                 | 仙台                      | -                                | [ 9 ]                | [ * 5 ] [ * 9 ] [ * 12 ]                          | - |
| 来形 | [ 読み疑問点 ]           | 山形                      | -                                |                      | [ * 4 ] [ * 9 ]                                   | - |
| 来福 | らいふく                 | 福島                      | -                                | [ 10 ]               | [ * 2 ] [ * 4 ] [ * 5 ] [ * 9 ] [ * 11 ] [ * 12 ] | 「福」は福井、福岡などを指す場合もある。 |
| 来群 | らいぐん                 | 群馬                      | -                                |                      | [ * 4 ] [ * 9 ]                                   | 使用頻度は多くない |
| 来橋 | [ 読み疑問点 ]           | 前橋                      | -                                |                      | [ * 9 ]                                           | |
| 来水 | らいすい                 | 水戸                      | -                                | [ 11 ]               | [ * 5 ] [ * 9 ]                                   | - |
| 来栃 | らいれい                 | 栃木                      | -                                | -                    | [ * 4 ] [ * 8 ] [ * 9 ]                           | 「栃」は国字であり、本来「れい」という読みは存在しない。 |
| 来宇 | らいう                   | 宇都宮                    | -                                | -                    | [ * 9 ]                                           | |
| 来葉 | らいよう                 | 千葉                      | -                                | [ 12 ]               | [ * 4 ] [ * 9 ]                                   | 「来葉」は一般的に「後の世。後世、来世。」の意。[日2] |
| 来京 | らいきょう               | 東京                      | -                                | -                    | [林2]                                             | 「京」は首都の意味。京都を指すこともある。 類義語に「上京」、「出京」などがある。                                                                               |
| 来浜 | らいひん                 | 横浜                      | -                                | [ 13 ]               | [ * 2 ] [ * 9 ]                                   | 「浜」は浜松を指すこともある。 |
| 来甲 | らいこう                 | 甲府                      | -                                | [ 14 ]               | [ * 4 ] [ * 9 ]                                   | - |
| 来静 | らいせい                 | 静岡                      | -                                | [ 15 ]               | [ * 4 ] [ * 9 ] [ * 12 ]                          | - |
| 来浜 | らいひん                 | 浜松                      | -                                | [ 16 ]               | [ 信頼性要検証 ]                                  | 「浜」は横浜を指すこともある。 |
| 来名 | らいめい                 | 名古屋                    | -                                | [ 17 ]               | [ * 5 ] [ * 9 ] [ * 12 ]                          | - |
| 来新 | らいしん                 | 新潟                      | -                                |                      | [ * 4 ] [ * 9 ]                                   | - |
| 来潟 | [ 読み疑問点 ]           | 新潟                      | -                                |                      | [ * 9 ]                                           | - |
| 来越 | らいえつ                 | 新潟                      | -                                |                      | [ * 4 ] [ * 9 ]                                   | - |
| 来港 | らいこう                 | 新潟                      | -                                | [ 18 ]               | [ * 2 ]                                           | 新潟港は日本海側で唯一の中核国際港湾である。 「港」は香港を指す場合もある。また、「来港」は一般的に「港へ船が入ってくること。」の意。[日2]                      |
| 来沢 | らいさわ らいたく        | 金沢                      | -                                | -                    | [ * 3 ] [ * 5 ]                                   | - |
| 来福 | らいふく                 | 福井                      | -                                | [ 19 ]               | [ * 2 ] [ * 4 ] [ * 9 ] [ * 12 ]                  | 「福」は福島、福岡などを指す場合もある。 |
| 来富 | らいふ                   | 富山                      | -                                | [ 20 ] [ 21 ]        | [ * 2 ] [ * 4 ] [ * 9 ]                           | - |
| 来長 | らいちょう               | 長野                      | -                                |                      | [ * 4 ] [ * 9 ]                                   | - |
| 来松 | [ 読み疑問点 ]           | 松本                      | -                                | [ 22 ]               |                                                   | 「松」は松江、松山などを指すこともある。 |
| 来岐 | らいき らいぎ            | 岐阜                      | -                                | [ 23 ]               | [ * 4 ] [ * 9 ]                                   | - |
| 来勢 | [ 読み疑問点 ]           | 伊勢                      | -                                | [ 24 ]               | [ * 4 ]                                           | - |
| 来津 | らいつ                   | 津                        | -                                |                      | [ * 9 ]                                           | 「津」は滋賀県大津市などを指すこともある。 |
| 来津 | らいつ                   | 大津                      | -                                |                      | [ * 9 ]                                           | 「津」は三重県津市などを指すこともある。 |
| 来阪 | らいはん                 | 大阪                      | -                                | [ 25 ]               | [日2][林2]                                        | - |
| 来京 | らいきょう               | 京都                      | -                                | [ 26 ] [ 27 ]        | [林2]                                             | 「上洛」、「入洛」のように「洛」の字を用いることも多い。 （「京」の字が東京と紛らわしいため。）                                                                 |
| 来神 | らいしん                 | 神戸                      | -                                | [ 28 ]               | [ * 2 ] [ * 5 ] [ * 9 ]                           | - |
| 来寧 | らいねい                 | 奈良                      | -                                |                      | [ * 4 ] [ * 9 ]                                   | - |
| 来和 | らいわ                   | 和歌山                    | -                                |                      | [ * 9 ]                                           | - |
| 来鳥 | らいちょう               | 鳥取                      | -                                |                      | [ * 4 ] [ * 9 ]                                   | - |
| 来松 | らいまつ らいしょう      | 松江                      | -                                | [ 29 ]               | [ * 9 ]                                           | 「松」は松本、松山を指すこともある。 |
| 来岡 | らいこう らいおか        | 岡山                      | -                                |                      | [ * 4 ] [ * 9 ] [ * 11 ]                          | - |
| 来広 | らいこう                 | 広島                      | -                                | [ 30 ]               | [ * 4 ] [ * 5 ] [ * 9 ]                           | - |
| 来山 | [ 読み疑問点 ]           | 山口                      | -                                |                      | [ * 9 ]                                           | 「来山（らいさん、らいざん）」は、多く「寺を訪れること」に用いられる。                                                                                          |
| 来徳 | らいとく                 | 徳島                      | -                                | [ 31 ]               | [ * 4 ] [ * 9 ] [ * 11 ]                          | - |
| 来香 | らいこう                 | 香川                      | -                                | [ 32 ]               | [ * 4 ] [ * 5 ] [ * 9 ]                           | - |
| 来高 | らいこう                 | 高松                      | -                                | [ 33 ]               | [ * 2 ] [ * 9 ]                                   | 「高」は高知を指すこともある。 |
| 来松 | らいまつ らいしょう      | 松山                      | -                                | [ 34 ] [ 35 ]        | [ * 9 ] [ * 11 ]                                  | 「松」は松江、松本などを指すこともある。 |
| 来高 | らいこう                 | 高知                      | -                                | [ 36 ]               | [ * 2 ] [ * 4 ] [ * 9 ] [ * 11 ]                  | 「高」は高松を指すこともある。 |
| 来福 | らいふく                 | 福岡                      | -                                | [ 37 ]               | [日2]                                             | 「福」は福島、福井などを指す場合もある。 |
| 来佐 | らいさ                   | 佐賀                      | -                                | [ 38 ]               | [ * 9 ]                                           | |
| 来崎 | らいさき らいき らいざき | 長崎                      | -                                |                      | [ * 4 ] [ * 9 ] [ * 11 ] [ * 13 ]                 | - |
| 来熊 | らいゆう                 | 熊本                      | -                                | [ 39 ]               | [ * 4 ] [ * 7 ] [ * 9 ] [ * 11 ]                  | - |
| 来分 | らいいた                 | 大分                      | -                                |                      | [ * 4 ] [ * 11 ]                                  | - |
| 来豊 | らいほう                 | 大分県                    | -                                |                      | [ * 9 ]                                           | - |
| 来宮 | らいぐう                 | 宮崎                      | -                                |                      | [ * 9 ]                                           | 「来宮」は、一般的に「らいきゅう」と読み「人が宮殿に来ること」の意、また、「きのみや」と読んで「霊木への崇拝から発生した神社の総称」を意味する場合もある。[日2] |
| 来鹿 | らいか                   | 鹿児島                    | -                                | [ 40 ]               | [ * 12 ]                                          | - |
| 来麑 | [ 読み疑問点 ] [ 注 1 ]  | 鹿児島                    | 露國皇太子ニコラス殿下来麑紀念碑 | [ 41 ]               | [ * 12 ] [ * 15 ]                                 | 「来鹿」より昔の表現。 鹿児島に滞在する「滞麑」という表現もあり、「フランシスコザビエル聖師滞麑記念」と書かれた教会のアーチがある。                             |
| 来沖 | らいおき                 | 沖縄                      | -                                | [ 42 ] [ 43 ]        | [ * 2 ] [ * 4 ] [ * 5 ] [ * 7 ] [ * 9 ]           | 現地では「来島」もほぼ同義に用いられる。なお、「来島」は一般的に「よそから島にやって来ること。」の意。[日2][泉2]                                                |
| 来覇 | らいは                   | 那覇                      | -                                |                      | [ * 9 ]                                           | - |
| 来米 | らいべい                 | 亜米利加 （アメリカ）     | -                                | [ 44 ] [ 45 ] [ 46 ] | [ 信頼性要検証 ]                                  | - |
| 来桑 | [ 読み疑問点 ] [ 注 2 ]  | 桑港 （サンフランシスコ） | -                                | [ 47 ]               | [ 信頼性要検証 ] [ 注 2 ]                         | - |
| 来英 | らいえい                 | 英吉利 （イギリス）       | -                                | [ 48 ] [ 49 ] [ 50 ] | [ 信頼性要検証 ]                                  | - |
| 来独 | らいどく                 | 独逸 （ドイツ）           | -                                | [ 51 ] [ 52 ]        | [ 信頼性要検証 ]                                  | - |
| 来韓 | らいかん                 | 韓国                      | -                                | [ 53 ]               | [ 信頼性要検証 ]                                  | - |
| 来星 | [ 読み疑問点 ]           | 星嘉坡 （シンガポール）   | -                                | [ 54 ]               | [ 信頼性要検証 ]                                  | 「新嘉坡」、「新加坡」などの表記も一般的である。 |
| 来港 | [ 読み疑問点 ]           | 香港                      | -                                | [ 55 ]               | [ 信頼性要検証 ]                                  | 「港」は新潟を指す場合もある。 |
| 来伯 | らいはく                 | 伯剌西爾 （ブラジル）     | -                                | [ 56 ]               | [ 信頼性要検証 ]                                  | |
| 来聖 | [ 読み疑問点 ]           | 聖市 （サンパウロ）       | -                                | [ 57 ]               | [ 信頼性要検証 ]                                  | |
| 来越 | らいえつ                 | 越南 （ベトナム）         | -                                |                      |                                                   | - |

### 「訪」を用いた表現
目的地に訪問すること。
| 表現 | 読み       | 目的地                  | 例文     | 用例   | 出典                 | 備考 |
| ---- | ---------- | ----------------------- | -------- | ------ | -------------------- | ---- |
| 訪日 | ほうにち   | 日本                    | -        | -      | [日2][広6][泉2][林2] | -    |
| 訪韓 | ほうかん   | 韓国                    | -        | [ 53 ] | [泉2]                | -    |
| 訪朝 | ほうちょう | 朝鮮                    | 小泉訪朝 | [ 58 ] |                      |      |
| 訪中 | ほうちゅう | 中国                    | -        | -      | [日2][泉2]           | -    |
| 訪米 | ほうべい   | 亜米利加 （アメリカ）   | -        | -      | [日2][泉2][林2]      | -    |
| 訪仏 | ほうふつ   | 仏蘭西 （フランス）     | -        | [ 59 ] | [ 信頼性要検証 ]     | -    |
| 訪英 | ほうえい   | 英吉利 （イギリス）     | -        | [ 60 ] | [ 信頼性要検証 ]     | -    |
| 訪独 | ほうどく   | 独逸 （ドイツ）         | -        | [ 61 ] | [ 信頼性要検証 ]     | -    |
| 訪豪 | ほうごう   | 豪州 （オーストラリア） | -        | [ 62 ] | -                    | -    |

### 「渡」を用いた表現
目的地に渡航すること。
| 表現 | 読み     | 目的地                | 例文       | 用例       | 出典                 | 備考 |
| ---- | -------- | --------------------- | ---------- | ---------- | -------------------- | ---- |
| 渡韓 | とかん   | 韓国                  | -          | [ 63 ]     | [日2]                | -    |
| 渡中 | とちゅう | 中国                  | -          | [ 要出典 ] | [ 信頼性要検証 ]     | -    |
| 渡米 | とべい   | 亜米利加 （アメリカ） | -          | -          | [日2][広6][泉2][林2] | -    |
| 渡仏 | とふつ   | 仏蘭西 （フランス）   | -          | -          | [日2][林2]           | -    |
| 渡英 | とえい   | 英吉利 （イギリス）   | -          | -          | [日2][広6][泉2][林2] | -    |
| 渡独 | とどく   | 独逸 （ドイツ）       | -          | -          | [日2][泉2][林2]      | -    |
| 渡印 | といん   | 印度 （インド）       | 玄奘の渡印 | [ 要出典 ] | [ 信頼性要検証 ]     | -    |
| 渡欧 | とおう   | 欧羅巴 （ヨーロッパ） | -          | -          | [日2][広6][泉2][林2] | -    |
| 渡満 | とまん   | 満州（現.中国東北部） | -          | -          | [日2]                | -    |

### 「在」を用いた表現
目的地に居住すること。
| 表現 | 読み       | 目的地                | 例文     | 用例          | 出典                 | 備考                                       |
| ---- | ---------- | --------------------- | -------- | ------------- | -------------------- | ------------------------------------------ |
| 在日 | ざいにち   | 日本                  | -        | -             | [日2][広6][泉2]      | -                                          |
| 在沖 | ざいおき   | 沖縄                  | 在沖米軍 | [ 64 ] [ 65 ] | -                    | -                                          |
| 在韓 | ざいかん   | 韓国                  | 在韓米軍 | -             | [日2]                | -                                          |
| 在米 | ざいべい   | 亜米利加 （アメリカ） | -        | -             | [日2][泉2]           | -                                          |
| 在英 | ざいえい   | 英吉利 （イギリス）   | -        | -             | [日2]                | -                                          |
| 在欧 | ざいおう   | 欧羅巴 （ヨーロッパ） | -        | -             | [日2][広6][泉2][林2] | -                                          |
| 在京 | ざいきょう | 京都                  | -        | -             | [日2][広6][泉2][林2] | 「在洛」は類義語。                         |
| 在京 | ざいきょう | 東京                  | -        | -             | [日2][広6][泉2][林2] | 「京」は首都の意味。京都を指すこともある。 |

### 「駐」を用いた表現
目的地に駐在すること。
| 表現 | 読み       | 目的地                | 例文 | 用例 | 出典                 | 備考 |
| ---- | ---------- | --------------------- | ---- | ---- | -------------------- | ---- |
| 駐日 | ちゅうにち | 日本                  | -    | -    | [日2][広6][泉2][林2] | -    |
| 駐米 | ちゅうべい | 亜米利加 （アメリカ） | -    | -    | [林2]                | -    |
| 駐英 | ちゅうえい | 英吉利 （イギリス）   | -    | -    | [日2][泉2][林2]      | -    |
| 駐仏 | ちゅうふつ | 仏蘭西 （フランス）   | -    | -    | [林2]                | -    |

### 「上」を用いた表現
地方から都（東京）にのぼること。
| 表現 | 読み         | 目的地 | 例文 | 用例 | 出典                 | 備考                                 |
| ---- | ------------ | ------ | ---- | ---- | -------------------- | ------------------------------------ |
| 上京 | じょうきょう | 東京   | -    | -    | [日2][広6][泉2][林2] |                                      |
| 上洛 | じょうらく   | 京都   | -    | -    | [日2][広6][泉2][林2] | 上洛も参照。類義語に「入洛」がある。 |

### 「帰」を用いた表現
目的地に帰ること。
| 表現 | 読み           | 目的地   | 例文 | 用例       | 出典                 | 備考                                                                             |
| ---- | -------------- | -------- | ---- | ---------- | -------------------- | -------------------------------------------------------------------------------- |
| 帰朝 | きちょう       | 日本     | -    | [ 66 ]     | [日2][泉2]           | -                                                                                |
| 帰札 | きさつ         | 札幌     | -    | -          | [ * 3 ]              | -                                                                                |
| 帰福 | きふく         | 福島     | -    | -          | [ * 11 ]             | 「福」は福井、福岡などを指す場合もある。                                         |
| 帰栃 | きれい         | 栃木     | -    | -          | [ * 8 ]              | 「栃」は国字であり、本来「れい」という読みは存在しない。                         |
| 帰浜 | きひん         | 横浜     | -    | [ 67 ]     | [ 信頼性要検証 ]     | 「浜」は浜松を指す場合もある。                                                   |
| 帰横 | [ 読み疑問点 ] | 横浜     | -    | [ 68 ]     | -                    |                                                                                  |
| 帰京 | ききょう       | 東京     | -    | -          | [日2][広6][泉2][林2] | 「京」は都の意味。京都を指すこともある。                                         |
| 帰沢 | [ 読み疑問点 ] | 金沢     | -    | -          | [ * 3 ]              | -                                                                                |
| 帰阪 | きはん         | 大阪     | -    | -          | [日2][泉2]           | -                                                                                |
| 帰京 | ききょう       | 京都     | -    | -          | [日2][広6][泉2][林2] | 「帰洛」は類義語。                                                               |
| 帰洛 | きらく         | 京都     | -    | -          | [日2][広6][泉2][林2] | -                                                                                |
| 帰岡 | きこう きおか  | 岡山     | -    | -          | [ * 11 ]             | -                                                                                |
| 帰広 | きこう きひろ  | ひろしま | -    | [ 69 ]     | [ * 11 ]             | -                                                                                |
| 帰山 | [ 読み疑問点 ] | 山口     | -    | [ 70 ]     | -                    | 「帰山」は一般的に「僧侶が寺に戻ること。」「帰郷すること。」などの意。[日2][泉2] |
| 帰徳 | きとく         | 徳島     | -    | -          | [ * 11 ]             | -                                                                                |
| 帰高 | きこう         | 高知     | -    | -          | [ * 11 ]             | -                                                                                |
| 帰崎 | きさき         | 長崎     | -    | [ 要出典 ] | [ 信頼性要検証 ]     | -                                                                                |
| 帰熊 | きゆう         | 熊本     | -    | -          | [ * 11 ]             | -                                                                                |
| 帰宮 | きぐう         | 宮崎     | -    | -          | [ * 3 ]              | -                                                                                |
| 帰鹿 | [ 読み疑問点 ] | 鹿児島   | -    | -          | [ * 3 ]              | -                                                                                |

### 「離」を用いた表現
目的地を離れること。
| 表現 | 読み           | 目的地                 | 例文 | 用例   | 出典             | 備考                                             |
| ---- | -------------- | ---------------------- | ---- | ------ | ---------------- | ------------------------------------------------ |
| 離日 | りにち         | 日本                   | -    | [ 71 ] | [日2][泉2][林2]  | -                                                |
| 離星 | [ 読み疑問点 ] | 星嘉坡（シンガポール） | -    | [ 72 ] | [ 信頼性要検証 ] | 「新嘉坡」、「新加坡」などの表記も一般的である。 |
| 離道 | りどう         | 北海道                 | -    | [ 1 ]  | [ 信頼性要検証 ] | -                                                |

### 用例
1. 1 2 3  “天皇・皇后両陛下が来月来道、室蘭市や白老町を訪問”. 室蘭民報. (2011年8月10日) 2018年7月11日閲覧。
2. ↑  “平成22年度の来札観光客数”.   札幌観光協会 (2011年7月22日). 2011年8月26日閲覧。
3. ↑  “文士往来　来旭・居住年代”.   旭川冨貴堂書店. 2011年8月26日閲覧。
4. ↑  “石川啄木来函１００年記念　スペシャルトーク「風になった啄木」”.   函館市地域交流まちづくりセンター (2007年8月18日). 2011年8月26日閲覧。
5. ↑  “１９日から石川啄木来釧１００年記念展”. 釧路新聞. (2008年1月12日) 2011年8月26日閲覧。
6. ↑  『シンガポール女優撮影隊ツアーの来青について』（プレスリリース）青森県、2010年8月25日。2011年9月13日閲覧。
7. ↑  『中国・甘粛省人民政府代表団来秋！』（プレスリリース）秋田県。2011年9月13日閲覧。
8. ↑  “宮沢賢治 来盛百周年記念番組 賢治と森岡”. 21 September 2009. テレビ朝日. BS朝日. 2011年9月13日閲覧. {{cite episode}}: |series=は必須です。 (説明)
9. ↑  “「ニコニコ動画」全国ツアー、仙台で開幕－ひろゆきさん来仙”. 仙台経済新聞 (仙台情報ネットワーク). (2009年11月6日) 2011年8月25日閲覧。
10. ↑  「日本人の美徳「もったいない」を世界に!―ワンガリ・マータイさん来福し、記念シンポジウム開催」『財界ふくしま』、財界21、2006年4月、32頁、2011年9月13日閲覧。
11. ↑  『アナハイム市学生親善大使 来水』（プレスリリース）水戸市、2010年5月24日。2011年9月13日閲覧。
12. ↑  『天津市から都市環境視察団が来葉』（プレスリリース）千葉市、2011年8月5日。2011年8月25日閲覧。
13. ↑  『ジョセフ・ケネディ三世が来浜―林文子横浜市長を表敬訪問します』（プレスリリース）横浜市、2010年10月25日。2011年9月13日閲覧。
14. ↑  2024年姉妹都市・友好都市・友情都市との交流について 甲府市 
 2024年6月18日 2024年7月4日閲覧
15. ↑  『前原国土交通大臣来静』（プレスリリース）静岡県、2010年6月16日。2011年9月13日閲覧。
16. ↑  『バンドン市役所労働局職員 来浜』（プレスリリース）浜松インドネシア友好協会、2010年7月4日。2011年9月13日閲覧。
17. ↑  “外国人３選手が来名 名古屋国際女子マラソン”. CHUNICHI WEB (中日新聞社). (2008年3月6日) 2011年8月25日閲覧。
18. ↑  市政とともに50年「市報にいがた」2000号, , 市報にいがた (新潟市) (2000):  pp. 4-5, (2005-06-26) 2011年9月17日閲覧, "〈平成15年〉現在の天皇皇后両陛下がご即位後初めて来港"
19. ↑  『ドイツ・メディア来福！』（プレスリリース）福井県、2010年5月14日。2011年9月13日閲覧。
20. ↑  “モジ・ダス・クルーゼス市から本市の環境行政などを学ぶ研修員が来富されました”.   富山市役所 (2013年7月24日). 2020年7月31日閲覧。
21. ↑  “富山の居酒屋が家飲みテークアウト　白エビ唐揚げ、山菜天、ホタルイカ昆布〆など”.   富山経済新聞 (2020年4月10日). 2020年7月31日閲覧。
22. ↑  国際交流 > ネパール連邦民主共和国カトマンズ市 松本市 2023年8月1日 2024年7月4日閲覧
23. ↑  第17次杭州市青少年訪日団受入事業業務委託事業者の選定に係る公募型プロポーザルについて 岐阜市 2023年5月8日 2024年7月4日閲覧
24. ↑  伊勢のごせんぐう第7号 伊勢御遷宮委員会 2018年9月9日 2024年7月4日閲覧
25. ↑  “野党党首相次ぎ来阪　「維新」に危機感”. 大阪日日新聞（ウェブサイト） (大阪日日新聞社). (2011年3月6日) 2011年7月15日閲覧。
26. ↑  
“<第3回朝日杯オープン戦第20局> 畠山が2年連続本戦進出”. asahi.com (朝日新聞社). (2009年11月9日) 2011年7月15日閲覧。
27. ↑  “【京都】繊維加工のプロ集団”. 京都の繊維加工屋ポータルサイト.   京都の繊維加工のプロ集団 (2009年). 2011年7月15日閲覧。
28. ↑  『神戸市-ブリスベン市・姉妹都市提携25周年記念―ブリスベン市訪問団の来神及び記念行事の開催』（プレスリリース）神戸市、2010年10月4日。2011年9月13日閲覧。
29. ↑  『「来松100年 織田一磨」』（プレスリリース）島根県、2022年12月1日。2023年4月23日閲覧。
30. ↑  『第36回日独スポーツ少年団同時交流事業ドイツスポーツユーゲントの来広』（プレスリリース）広島県、2009年8月5日。2011年9月13日閲覧。
31. ↑  「10年連続ドラフト指名の徳島インディゴソックスにドミニカ出身の164キロ右腕が加入！」『高校野球ドットコム』2023年4月2日。2023年4月23日閲覧。
32. ↑  『カンボジアの医師2 名が救急医療研修のため来香！！』（PDF）（プレスリリース）独立行政法人 国際協力機構 四国支部、2008年10月3日。2011年9月13日閲覧。
33. ↑  『2004年トゥーレーヌエステティック学院来高（1月16日～1月28日）』（プレスリリース）高松市、2004年1月28日。2011年9月17日閲覧。
34. ↑  “岸田総理来松。「応援しとるけん！」”. 塩崎あきひさ公式サイト (2021年11月21日). 2023年4月23日閲覧。
35. ↑  平澤市議会議員団が松山市長を表敬訪問します 松山市 2024年4月12日 2024年7月4日閲覧
36. ↑  中国・安徽省訪問団が来高, , 高知県議会だより (高知県議会) (45):  p. 10, (2010-12-05) 2011年9月17日閲覧。
37. ↑  『ノーベル物理学賞受賞者　小柴先生・小林先生が来福!!』（プレスリリース）福岡県、2011年2月14日。2011年9月13日閲覧。
38. ↑  “糖尿病への理解求め日本一周 本間太希さん（新潟市）自転車で来佐 佐賀市で１型患者と交流会 | まちの話題 | 佐賀県のニュース”. 佐賀新聞 (2024年11月15日). 2024年11月15日閲覧。
39. ↑  『9月4日（金曜日）静岡県「ふじのくに交流団」来熊（熊本県庁）』（プレスリリース）熊本県、2009年9月4日。2011年8月25日閲覧。
40. ↑  “来鹿に関する記事一覧”.  MBC南日本放送. 2021年8月18日閲覧。
41. ↑  “露国皇太子ニコライ殿下来麑記念碑 （鹿児島市）”. 明治維新と鹿児島みて歩き. 2023年4月23日閲覧。
42. ↑  “「金は辺野古の海に捨てて」　沖縄、日米合意反対集会”. asahi.com (朝日新聞社). (2010年5月28日) 2011年7月15日閲覧。
43. ↑  「［ワラビーくいず］（４７５４）」『沖縄タイムスプラス』沖縄タイムス社、2024年7月8日。2025年7月23日閲覧。
44. ↑  “WORLD INFLUENTIAL　ニューヨーク　日米鉄鋼摩擦にみる米政府のエコヒイキ”. 週刊ダイヤモンド（ウェブサイト）.  ダイヤモンド社 (1999年1月30日). 2011年7月15日閲覧。
45. ↑  “米県系人も関心　参院選もっと知りたい”. Ryukyushimpo.jp (琉球新報社). (2007年7月11日) 2011年7月15日閲覧。
46. ↑  “第98回 月例ニューヨーク異業種交流会 7月29日（金） 講師：木村尚二氏（米国際教育研究所元理事、APIグループ社長）”. JaNet. (2011年7月9日) 2011年7月15日閲覧。
47. ↑  “Nichibei Shinbun_19240220”.  国立公文書館アジア歴史資料センター. 2024年11月25日閲覧。
48. ↑  “インターンシップ（企業内研修）- アメリカ・イギリス・オーストラリア 1年間留学&インターンシップ”. 第21回 テンプグループ・ユースインターナショナル・スカラシップ（公式ウェブサイト）.  テンプグループ・ユースインターナショナル・スカラシップ. 2011年7月16日閲覧。
49. ↑  “配偶者ビザ申請に必要な語学テストの詳細　プロが教えるUKビザ必勝法”. 日経マネーDIGITAL（ウェブサイト）.   英国ニュースダイジェスト. 2011年7月16日閲覧。
50. ↑  “金融小説「崩壊」青木健太郎 「第1回 名門証券の落日」”. （公式ウェブサイト）.  日経BP社 (2008年11月20日). 2011年7月16日閲覧。
51. ↑  加藤哲郎. “ワイマール末期在独日本人のベルリン社会科学研究会”. 加藤哲郎のネチズン・カレッジ　総合カリキュラム
（ウェブサイト）. 2011年7月16日閲覧。『大原社会問題研究所雑誌』法政大学大原社会問題研究所、1996年10月号所収。
52. ↑  “フンボルト財団(AvH)、ドイツテレコム財団及び公益法人ドイツ学術振興寄付連盟の共催による「ウェルカム・センター」事業開始” (PDF).  アレクサンダー・フォン・フンボルト財団 (2007年3月15日). 2011年7月16日閲覧。
53. 1 2  “ソウルで木下恵介ら3監督の「巨匠展」 仲代達矢も訪韓”. asahi.com.   朝日新聞社 (2011年6月19日). 2011年7月15日閲覧。
54. ↑  西原大輔「日本人のシンガポール体験（42）四たび来星した島崎藤村」『シンガポール』第4号、日本シンガポール協会、2009年12月、15-18頁、ISSN 03870367。
55. ↑  “変わる対香港政策、中央の干渉強まる～香港マカオ弁公室主任が来港＝香港ポスト”. Searchina.. サーチナ. (2011年6月27日) 2011年9月14日閲覧。
56. ↑  “岸田首相が１月に来伯か＝日系団体代表らの声を聞く＝グローバルサウスと関係強化へ”. ブラジル日報. (2023年11月15日) 2024年1月31日閲覧。
57. ↑  “三輪昭新大使が来聖”. サンパウロ新聞. (2010年12月20日) 2019年5月29日閲覧。
58. ↑  栄二, 山本. “〈電撃訪朝から20年〉北朝鮮を訪れた小泉純一郎が「金正日には『もう会わなくていい』と…」日朝平壌宣言の“知られざる裏側””. 文春オンライン. 2023年5月21日閲覧。
59. ↑  “国家公安委員会委員長の訪仏等について”. 各部局から/長官官房.  警察庁 (2020年1月). 2024年1月31日閲覧。
60. ↑  “西村経産相が訪英、「日英戦略経済貿易政策対話」を実施”. ビジネス短信 ―ジェトロの海外ニュース.  JETRO (2023年9月7日). 2024年1月31日閲覧。
61. ↑  “岸田外務大臣の訪独(平成29年2月16日)”.  在デュッセルドルフ日本国総領事館 (2017年6月2日). 2024年1月31日閲覧。
62. ↑  「首相、今月下旬の訪豪検討」『時事通信ニュース』2022年10月5日。2023年4月23日閲覧。
63. ↑  “2023年4月の訪韓日本人、訪日韓国人がそれぞれ国別でトップ”. ビジネス短信 ―ジェトロの海外ニュース.  JETRO (2023年6月1日). 2024年1月31日閲覧。
64. ↑  琉球新報社編 (1998-09-24), 沖縄コンパクト事典 (初版 ed.), 琉球新報社, p. 179, ISBN 4-89742-017-2
65. ↑  「在沖米軍 (ざいおきべいぐん)」『沖縄用語辞典』琉球新報社、2003年3月1日。2025年7月23日閲覧。
66. ↑  “赴任大使・帰朝大使拝謁・ご接見・お茶”. 宮内庁 2011年8月26日閲覧。
67. ↑  “高校野球：横浜ナイン帰浜/神奈川”. 神奈川新聞 (神奈川新聞社). (2011年8月17日) 2011年9月13日閲覧. "第93回全国高校野球選手権大会に出場し、15日の3回戦で智弁学園（奈良）に敗れた横浜ナインが16日、帰浜した。"
68. ↑  “ＤｅＮＡ　ゲリラ豪雨中止で過密日程の可能性　三浦監督「自然には逆らえないので仕方ない」”. デイリースポーツ online (デイリースポーツ). (2024年9月13日) 2024年9月13日閲覧. "選手の多くはこの日のうちに帰横し、翌日の移動試合を“回避”した。"
69. ↑  “年末年始の帰省中および下宿先等帰広後の対応について”.  広島国際大学 (2020年12月17日). 2023年4月23日閲覧。
70. ↑  “棚守房顕覚書32　大内義興の帰山と逝去及びその後”. 2019年10月2日閲覧。
71. ↑  “「日本の政治家は考え方変えるべき」　北朝鮮ＩＯＣ委員ら離日、外出禁止制限に不満”. 産経新聞. (2011年7月15日) 2011年8月26日閲覧。
72. ↑  “領事情報 - 在留届・変更届・離星届”.   在シンガポール日本大使館. 2016年2月13日閲覧。